# EX-A5
La futura autovía EX-A5, unirá la autovía A-5 en un punto cercano a la localidad pacense de Guadajira, con la ciudad de Almendralejo (A-66). Está incluida en el próximo Plan de Infraestructuras de la Junta de Extremadura y formará parte de la Red de Carreteras de la Junta de Extremadura.
Su trazado seguirá, básicamente, el actual de la EX-300, carretera que no sustituirá y será repuesta en los tramos en que se crucen.